# Alphaville (musikgrupp)
Alphaville är en tysk syntpopgrupp som bildades i Münster år 1982  under namnet Forever Young, men som 1983 tog sitt namn från filmen med samma namn. De släppte sitt debutalbum Forever Young med hitlåtarna Big in Japan, Sounds Like a Melody och Forever Young i september 1984.
Sångaren i gruppen är Marian Gold (som egentligen heter Hartwig Schierbaum) och övriga medlemmar var till en början Frank Mertens (egentligen Frank Sorgatz) och Bernhard Lloyd (egentligen Bernhard Gößling). Frank Mertens lämnade dock gruppen och ersattes av Ricky Echolette (egentligen Wolfgang Neuhaus) innan sista singeln Jet Set släppts från albumet Forever Young. Även om Echolette inte var medlem av bandet när debutalbumet släpptes står han omnämnd på dess tacklista (som Wolfgang Neuhaus).
Efter med första albumet, har framgångarna med bandets övriga album inte haft lika stora framgångar, såsom deras andra album Afternoons in Utopia som släpptes i juni 1986. Dess första singel Dance with Me blev visserligen Top 20 på många listor, men utan att spelas särskilt flitigt på radio om man jämför med deras tidigare hitlåtar. Och albumets övriga singlar Universal Daddy, Jerusalem och Sensations slog inte alls. Soundet på Afternoons in Utopia drog i de flesta fall åt ett helt annat håll än debutalbumets synthpop. På de efterföljande albumen The Breathtaking Blue och Prostitute skulle de flesta låtar än mer fjärma sig ifrån synthpopen.
Bandet släppte dock ett retroalbum med namnet Salvation 1997 som enbart innehöll synthpop. I och med inspelningen av albumet Salvation avslutades kontraktet med skivbolaget, WEA (Warner/Electra/Atlantic), efter många år av konflikter där band och skivbolag haft olika åsikter om bandets musikaliska framtoning. Omedelbart efter brytningen påbörjades inspelningarna av vad som skulle komma att bli Dreamscapes, en box bestående av 8 CD innehållande demoversioner, liveinspelningar, nymixar och ej tidigare utgivet material. Sedan dess har man fortsatt ge ut sina album på egen hand, distribuerade av A Different Drum. 2009 skrevs ett nytt kontrakt med Universal Records och ett nytt studioalbum vid namn Catching Rays On Giant släpptes 2010. Singlen I Die For You Today från albumet hade framgångar i Tyskland
Ricky Echolette lämnade Alphaville 1996 och Bernhard Lloyd lämnade officiellt gruppen den 18 mars 2003. Gruppens fortsatta skivutgivning har aldrig kommit i närheten av debutalbumets stora framgångar.
Den 15 december 2009 firade bandet 25 år med en jubileumskonsert i Prag. Alphaville släppte 22 oktober 2010 singeln I Die For You Today, och den 19 november samma år albumet Catching Rays On Giant.
Martin Lister avled den 21 maj 2014. Nyheten tillkännagavs av bandet, via sin Facebook-sida några dagar senare.
Under 2014 firade Alphaville 30 år. Den 27 september 2014 spelade Alphaville en konsert i Paris, på dagen 30 år då albumet "Forever Young" släpptes. I oktober 2014 planerades det att genomföra en turné i Sydamerika, med spelningar i Brasilien, Chile och Paraguay. Den ställdes dock in i september på grund av tekniska och organisatoriska problem. Tidigare under året förekom spelningar i Slovakien, Norge, Tyskland och Ungern.
Den 23 november 2018 släpptes julsången Love Will Find a Way, en överbliven inspelning från 2007. Låten kom till spontant under arbetet med Catching Rays on Giant.

## Diskografi

### Studioalbum
- 1984 – Forever Young
- 1986 – Afternoons in Utopia
- 1989 – The Breathtaking Blue
- 1996 – Prostitute
- 1997 – Salvation
- 2010 – Catching Rays On Giant
- 2017 – Strange Attractor
- 2022 – Eternally Yours

### Live-, remix- och samlingsalbum samt samlingsboxalbum
- 1988 – Alphaville: The Singles Collection
- 1992 – First Harvest 1984-92
- 1999 – Dreamscapes (8 skivor)[7]
- 2000 – Stark Naked And Absolutely Live (Live)
- 2001 – Forever Pop
- 2003 – CrazyShow (4 skivor), tänkt som Dreamscapes disk 9-12, innehåller många nya låtar, men även remixer och covers.